# Ahead of the Curve
Ahead of the Curve és una pel·lícula documental biogràfica estatunidenca del 2020 coproduïda i codirigida per Jen Rainin i Rivkah Beth Medow, amb música composta per Meshell Ndegeocello. La pel·lícula es basa en la història real de Franco Stevens, una de les dones més influents de la història de les lesbianes, i l'editora fundadora de Curve Magazine, una de les principals revista internacional d'estil de vida lesbiana. A la pel·lícula apareixen com elles mateixes Franco Stevens, Kim Katrin, Denice Frohman, Amber Hikes, Andrea Pino-Silva, Melissa Etheridge i Jewelle Gomez. El documental es va estrenar el juny de 2020 al San Francisco International LGBTQ Film Festival.

## Sinopsi
La pel·lícula explica la història de la fundadora de Curve Magazine, el seu auge als anys 90 i el seu futur incert avui. Quan Franco tenia 23 anys, va finançar la revista amb un munt de targetes de crèdit. Va manllevar els diners de les cartes a la pista de curses, on les seves apostes van donar lloc a la seva contínua victòria, i així va néixer Curve. Durant el seu mandat a la revista, va ajudar a construir una base per a molts moviments liderats pels activistes actuals davant les amenaces a la comunitat LGBT. Ara, dècades després, el seu llegat s'enfronta a l'extinció i revalora la seva vida després d'una lesió incapacitant, i es proposa comunicar i entendre el treball de visibilitat LGBT que estan liderant les dones queer d'avui.

## Repartiment
- Franco Stevens
- Kim Katrin
- Denice Frohman
- Amber Hikes
- Andrea Pino-Silva
- Melissa Etheridge
- Jewelle Gomez
- Lea DeLaria
- Kate Kendell